# Isoetes orientalis
Isoetes orientalis är en kärlväxtart som beskrevs av Hong Liu och Q.F.Wang. Isoetes orientalis ingår i släktet braxengräs, och familjen Isoetaceae. Inga underarter finns listade i Catalogue of Life.